# Гомунице (станция)
Гомунице  (пол. Gomunice) — пассажирская и грузовая железнодорожная станция в селе Гомунице в гмине Гомунице, в Лодзинском воеводстве Польши. Имеет 2 платформы и 2 пути. 
Станция построена под названием «Каминьск» (пол. Kamińsk, нем. Kaminsk) на линии Варшаво-Венской железной дороги, когда эта территория была в составе Царства Польского. Свое новое название станция носит с 1958 года.
В 1850 году в отчёте по эксплуатации Варшавско-Венской жд данный пункт указывается как "пристанище".
В 1872 году указывается что на полустанции Каминск построено станционное здание и устроена платформа и с 1872 года производится приём и высадка пассажиров с багажом в местном сообщении, приём и выдача грузов с оплатой до соседних станций.
В 1899 году построен подъездной путь в завод гнутой мебели Гелиха, длиной 0,576 версты.
Согласно извещению № 7821 сборника тарифов 1903 года тр 1435 от 15 января остановочный пункт производит операции: прием и высадка пассажиров без багажа в местном сообщении, приём и выдача повагонных грузов большой и малой скорости в местном сообщении.
С 1/14 июня 1909 года остановочный пункт Каминск открывается для производства необязательных операций по приёму и выдаче попудных и повагонных отправок большой и малой скорости в прямом и местном сообщении.
В 1910 году завод гнутой мебели Гелиха переименован в "Войцехов".
24 марта 1914 года согласно с заключением Совета по железнодорожным делам, остановочному пункту Каминск присвоен статус тарифной станции.